# Guardia Nacional (El Salvador)
La Guardia Nacional de El Salvador fue un cuerpo policial de carácter militar fundado en 1912 por el presidente Manuel Enrique Araujo. Como parte del cumplimiento de los acuerdos de Chapultepec, la Guardia Nacional fue disuelta el 16 de enero de 1992.

## Historia
La Guardia Nacional fue fundada el 3 de febrero de 1912. El objetivo de su creación fue la necesidad de un cuerpo policial que protegiera  las zonas rurales de la delincuencia. Esta tarea anteriormente fue encomendada al ejército, pero no tenían experiencia en el combate contra la delincuencia, por lo cual, el presidente Manuel Enrique Araujo fundó la Guardia Nacional.

La Guardia Nacional cuidando un cultivo de enequèn

El presidente Manuel Enrique Araujo le encargó al entonces ministro de guerra y marina que estudiara la organización y funcionamiento de los cuerpos policiales de Europa. El ministro de guerra y marina tomó como referencia a la Guardia Civil Española.
El 3 de febrero del 1912 se creó la Guardia Nacional, además se inauguró el primer cuartel, ubicado donde antes estaba el sexto regimiento de infantería. El Gobierno contrató al Capitán Alfonso Martín Garrido; exmiembro del Ejército de Tierra Español, para dirigir el cuerpo como primer director.
El Presidente de la República, Dr. Alfonso Quiñónez Molina , incluyó desde España un apoyo de la Guardia Civil española para reorganizar la Guardia Nacional. La misión estuvo integrada por el coronel José Tomás Romeu y los capitanes Cenjor Manuel Pizarro y Andrés Manuel López, quienes fueron nombrados con los grados de teniente coronel y coronel respectivamente, por el General Salvador Castañeda Castro, Presidente de la República; mediante decreto n ° 32 del 16 de agosto de 1946, ordenó que la Guardia Nacional perteneciera a la Defensa. 
En 1988, la Guardia Nacional tenía 4.200 miembros, creciendo a 7.700 en un año.

## Levantamiento Campesino de 1932
Entre los meses de enero a julio de 1932 se dio el levantamiento campesino, provocando la persecución de indígenas y campesinos que protestaban contra los altos precios del café y la posesión de tierras. Durante el gobierno del general Maximiliano Hernández Martínez, se dispersaría esta protesta debido a que sus atacantes intentaron tomar los cuarteles de dicho cuerpo. La Guardia Nacional controlaría la rebelión reprimiendo a los manifestantes y derrotándolos. Se calcula que las víctimas fueron entre 25 000 y 30 000.

## La Guardia Nacional en los años 1960, 1970 y 1980
Para 1969, debido al hostigamiento y persecución de migrantes salvadoreños siendo despojados de sus tierras y perseguidos por Mancha Brava, en la vecina República de Honduras, el gobierno del General Fidel Sánchez Hernández terminaría declarando la guerra a Honduras. A los 8 días, la guerra acabaría por un cese de fuego de parte de la OEA. El papel de la Guardia Nacional consistía en derrotar a las tropas hondureñas, pero sin éxito alguno. Para la década de 1970 El 30 de julio de 1975, una manifestación de estudiantes de la Universidad de El Salvador fue reprimida por el entonces Coronel Arturo Armando Molina, se calcula que la represión dejó un saldo de 100 víctimas. Para 1977, debido a que se celebraron elecciones, una manifestación por el presunto fraude electoral fue reprimida por el entonces General Carlos Humberto Romero en la Plaza Libertad, que dejaría un saldo de unas 100 víctimas. Para 1980, el papel de la Guardia Nacional fue la protagonista en derrotar las fuerzas guerrilleras del Frente Farabundo Martí para La Liberación Nacional, (FMLN). La Guardia Nacional estaría implicada en crímenes y torturas contra la comunidad religiosa, política, estudiantil y campesina ,dando así a las múltiples violaciones en materia de derechos humanos. 

## Uniforme
Los primeros uniformes usados por la Guardia Nacional fueron de color caqui, usados con pantalones largos, con botones de metal en el frente y emblemas en el cuello. Los zapatos, las mallas y los cinturones del equipo eran marrones. Un sombrero de fieltro se usó hasta 1918 cuando se cambió a paja, y se usó hasta 1924. Estos sombreros se usaron con el  ala  izquierda doblada hacia arriba que llevaba una escarapela de tela con los colores de la bandera salvadoreña. La escarapela tiene cambiado a metal, este atuendo fue una primera idea del coronel Garrido. El uniforme de servicio de la Guardia Nacional consistía en una blusa y pantalones de botones de color verde oscuro y un forro de casco de acero de fibra laminada estadounidense M-1 negro, muy similares a la de su cuerpo hermano, la Policía de Hacienda,solo que sin las polainas; los zapatos o botas negros, las polainas de cuero, que se usaban con los pantalones también eran negros.
El uniforme básico de la guarnición de la Guardia Nacional consistió en una camisa, pantalón y gorra de tela verde oliva americana OG-107 con cinturón, calcetines y zapatos negros. El uniforme estándar se convirtió en el uniforme de combate con la adición de botas de combate, un casco y equipo de campo. En el campo se usaban uniformes de la jungla estadounidense o BDU de camuflaje.

## Armamento de la Guardia Nacional
El Armamento de La Guardia Nacional desde su fundación en 1912 consistía en el uso del fusil Mauser Español que luego sería reemplazado por el fusil checo Mauser y en el año 1920 sería reemplazado por el Fusil Semiautomatico M1 Garand usado durante la Segunda Guerra Mundial. En 1969, en la guerra contra Honduras,el general José Alberto Medrano, que fungía como Director de dicho cuerpo policial, decidió renovar las tropas con  el nuevo armamento más moderno y avanzado para esa época.  Al principio se pensó usar fusiles M-16, pero, debido a que el ejército de Honduras tenía más apego con Estados Unidos, se decidió usar fusiles semiautomáticos Heckler & Koch G3 de fabricación alemana, traídos desde la propia Alemania pasando por el Canal de Panamá. 
| Fusiles                      | Fusiles      | Fusiles                             | Fusiles        | Fusiles |
| Nombre                       | Calibre      | Fabricante                          | Origen         | Imagen  |
| ---------------------------- | ------------ | ----------------------------------- | -------------- | ------- |
| Fusil M-Garand 1             | 7,62 mm      | Winchester Repeating Arms           | Estadounidense |         |
| Fusil Carabina G-3           | 7,62 mm      | Heckler & Koch G3                   | Alemán         |         |
| Fusil Checo Mauser ZB vz. 24 | 7,92 × 57 mm | Československá Zbrojovka Brno, a.s. | Checoslovaco   |         |
| Fusil Mauser Español 1893    | 7,92 × 57 mm | Mauser                              | Español        |         |

## Acusaciones
Debido a la inestabilidad política y social que vivió El Salvador durante los años 70 y 80 la Guardia Nacional estaría involucrada en casos de desaparición forzada, torturas y nexos con los escuadrones de la muerte. Tal es el caso del asesinato de las monjas estadounidenses en 1980, la represión estudiantil de 1975, la represión política de 1977 y las masacres del Río Sumpul en Chalatenango y El Calabozo en San Vicente, entre otros.

## Legado
Para 1992, con los Acuerdos de Paz entre el Gobierno del expresidente Alfredo Cristiani y el FMLN, la Guardia Nacional llegaría a su fin tras 80 años de servicio para la población salvadoreña, esto debido a las graves torturas y violaciones de derechos humanos cometidos por este cuerpo policial. La Guardia Nacional cerró sus puertas el 30 de junio de 1992; su último director fue el coronel Juan Carlos Carrillo Schlenker. Fue así que se dio el surgimiento de la Policía Nacional Civil (PNC) como único cuerpo de seguridad. En la actualidad se entiende que la guardia nacional era un cuerpo militar desfasado, que no ofrecía resistencia ante los ataques de la guerrilla del FMLN. Cabe mencionar que gran parte del personal de la Guardia Nacional que no estaba involucrado en violaciones a los Derechos Humanos durante el conflicto armado pasaron a formar parte de la Policía Nacional Civil para el combate a las pandillas y otros grupos delincuenciales que operan el país.

## Cuartel General de La Guardia Nacional

### Primer Cuartel General
El primer cuartel general de la Guardia Nacional se ubicaba en el Barrio San Jacinto en el sur de San Salvador, a las cercanías de la Plaza El Trovador.   Fue destruido por la entonces guerrilla del FMLN. En la actualidad se encuentra una Estación de Servicio.

### Segundo Cuartel General
El segundo cuartel general, de la Guardia Nacional estaba ubicado sobre 24 Av. Norte y la Carretera Troncal del Norte, a un costado del mercado la tiendona, y la colonia 5 de Noviembre actualmente pertenece la Brigada Especial de Seguridad Militar, (BESM) de la Fuerza Armada.

## Directores
Entre sus directores destacables se encuentran. 
| Directores de la Guardia Nacional 1912-1992 | Periodo   |
| ------------------------------------------- | --------- |
| 1. CNEL. ALFONSO MARTIN GARRIDO             | 1912-1919 |
| 2. GRAL. GUSTAVO A. MARTINEZ                | 1914      |
| 3. GRAL. FRANCISCO CALVO                    | 1919-1923 |
| 4. CNEL. JOSÈ TOMÀS ROMEU                   | 1923-1928 |
| 5. CNEL. MANUEL PINEDA SÀNCHEZ              | 1928-1929 |
| 6. GRAL. JESÙS M. BRAN                      | 1929-1931 |
| 7. GRAL. JESÙS SOMOZA                       | 1931      |
| 8. GRAL. ARMANDO LLANOS C.                  | 1931-1932 |
| 9. GRAL. FIDEL CRISTINO GARAY               | 1932-1938 |
| 10. CNEL. SALVADOR H. OCHOA                 | 1938-1939 |
| 11. CNEL. FRANCISCO SALINAS                 | 1939-1942 |
| 12. CNEL. JOAQUIN ADOLFO FERMÀN             | 1942-1949 |
| 13. GRAL. JOSÈ MARÌA LÒPEZ AYALA            | 1949-1953 |
| 14. CNEL. CARLOS JOAQUIN CRUZ               | 1953-1961 |
| 15. CNEL. EDUARDO CASANOVA                  | 1961-1967 |
| 16. GRAL. JOSÈ ALBERTO MEDRANO              | 1967-1970 |
| 17. CNEL. OSCAR GUTIÈRREZ                   | 1972      |
| 18. CNEL. JOSÈ MARIO ROSALES Y ROSALES      | 1972-1975 |
| 19. GRAL. RAMÒN ALFREDO ALVARENGA           | 1975-1978 |
| 20. CNEL. JOSÈ ANTONIO CORLETO              | 1979      |
| 21. GRAL. CARLOS EUGENIO VIDES CASANOVA     | 1979-1983 |
| 22. CNEL. ARÌSTIDES NAPOLEÒN MONTES         | 1983-1987 |
| 23. GRAL. RAFAEL HUMBERTO LARIOS LÒPEZ      | 1987-1988 |
| 24. CNEL. JOSÈ HUMBERTO GÒMEZ               | 1988-1989 |
| 25. CNEL. JUAN CARLOS CARRILLO SCHLENKER    | 1989-1992 |